# Phonotimpus padillai
Espèce
Phonotimpus padillai est une espèce d'araignées aranéomorphes de la famille des Phrurolithidae.

## Distribution
Cette espèce est endémique de l'État de Mexico au Mexique. Elle se rencontre vers Coatepec Harinas.

## Description
Le mâle holotype mesure 1,85 mm et la femelle paratype 2,39 mm, les mâles mesurent de 1,76 à 2,23 mm et les femelles de 2,34 à 2,98 mm.

## Étymologie
Cette espèce est nommée en l'honneur de Jorge Ricardo Padilla Ramírez.

## Publication originale
- Chamé-Vázquez, Campuzano & Ibarra-Núñez, 2021 : « A new species of the genus Phonotimpus Gertsch & Davis (Araneae: Phrurolithidae) from Mexico and the transfer of Gosiphrurus schulzefenai Chamberlin & Ivie to Phonotimpus. » Zootaxa, no 4938(5), p. 571-580.